# 木谷悠之介
木谷 悠之介（きたに ゆうのすけ、1998年1月5日 - ）は、日本のフリーアナウンサー。

## 来歴
岡山県岡山市出身。岡山県立岡山南高等学校、京都産業大学を卒業後、2020年4月から岡山エフエム放送（FM岡山）のアナウンサーを務めていた。
後にFM岡山を退社してフリーに転向。2021年7月からオフィスキイワード大阪本社に所属している。

## 出演

### ラジオ番組
- News Time（FM岡山）
- Kiss Latest weather（Kiss FM KOBE）
- 朝日新聞ニュース（Kiss FM KOBE）
- WBSラジオ・チャリティー・ミュージックソン（和歌山放送）

### CM
- FM岡山 ラジオCM
- 共英製鋼 テレビCMナレーション
- 大和大学 テレビCMナレーション